# Ашар (село)
Ашар — село в Курахському районі Дагестану.
В 1994 році ашарці відсвядкували велику дату села — «Ашару 3000 років».
В 17 столітті село налічувало 700 дворів (воно складалося з дуже близьких один до одного поселень: Агъахуьр, Гъвечер, Гъвеер, Къерих, Къелегьан, Кьерегь, Ратак, Сгак, Харабар, Хемхе). Назва села походить від арабського слова — ашара, що означає «десять». Дійсно, бо село утворилося з десяти вище перелічених сіл. 
Як і багато інших сіл Дагестану, Ашар перетерпів і захвати і насилля з боку чужоземців. В 1735 році Надір-шах напав на Курах, не обійшовши при цьому і Ашар. Мешканці села відважно боролися за рідну землю, але сили були не рівними, військо шаха розгромило село вщент. Жорстокість персів перейшла всі межі. Вони збирали жінок з грудними немовлятами і старих людей на площу, перев'язували їх і талабували конями. Місце де проводилися подібні дії називається — «шах харман». Після кривавих боїв перси були розгромлені. Для ашарців наслідки набігу шаха були трагічними, бо значна частина населення була винищена. Потім, через деякий час, в село почали з'їжджатися люди з інших сіл, серед яких були особи інших національностей, що в свою чергу прийняли звичаї, культуру, традиції та мову ашарців (лезгінську мову). Таким чином село знову відродилося.